# فروک کوهلمان
فروک کوهلمان (انگلیسی: Frauke Kuhlmann؛ زادهٔ ۲۷ سپتامبر ۱۹۶۶) بازیکن فوتبال اهل آلمان است.
از باشگاه‌هایی که در آن بازی کرده‌است می‌توان به اشاره کرد.
وی همچنین در تیم ملی فوتبال زنان آلمان بازی کرده‌است.